# Muhtar Kent

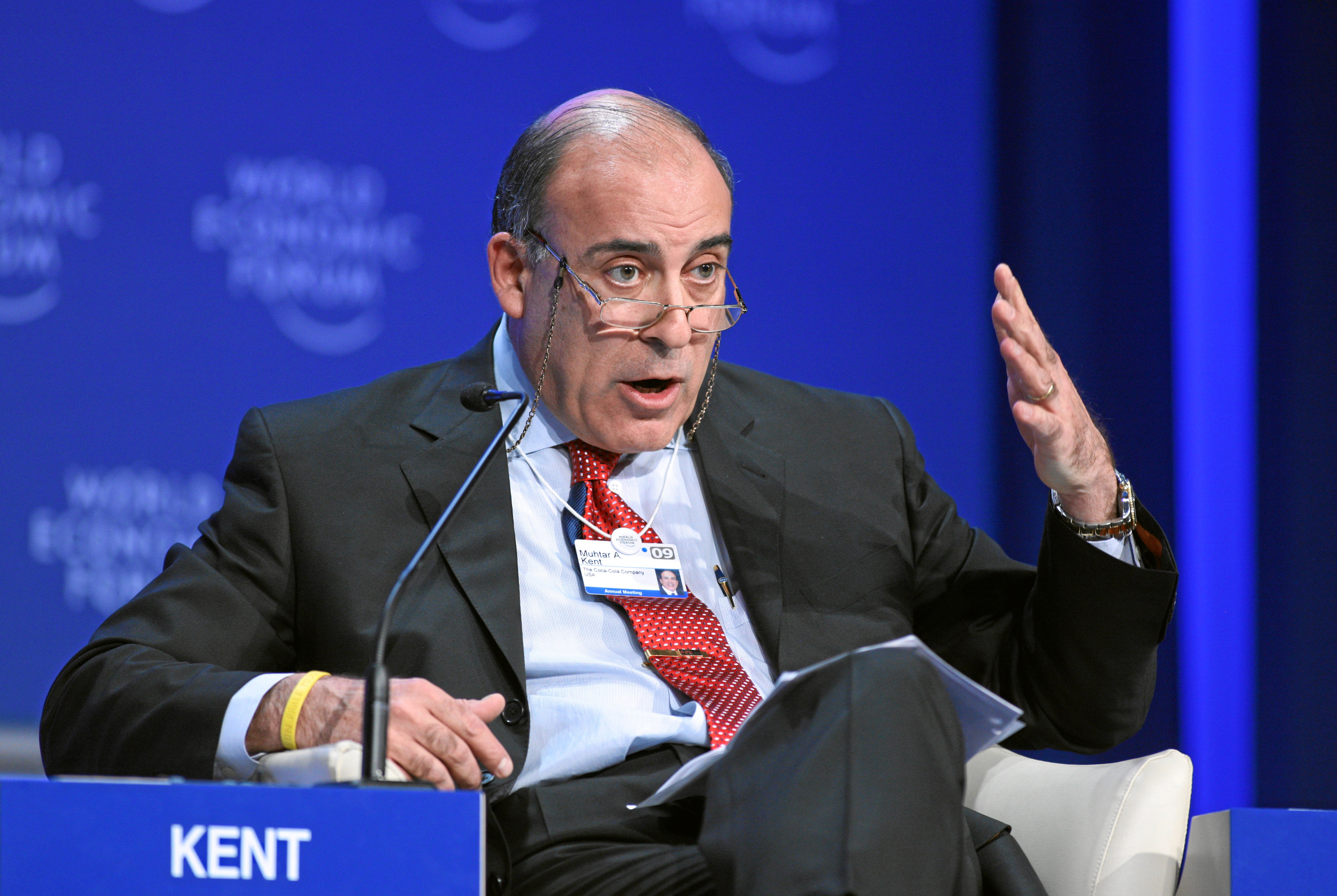
Muhtar Kent (Weltwirtschaftsforum in Davos/29. Januar 2009)

Muhtar Kent (* 1952 in New York City) ist ein türkisch-amerikanischer Manager. Er fungierte von 2008 bis Mai 2017 als  Chairman und Chief Executive Officer (CEO) des US-Getränkekonzerns Coca-Cola.

## Leben
Muhtar Kent besitzt die doppelte Staatsbürgerschaft (Türkei/USA). Sein Vater ist der türkische Diplomat Necdet Kent, der während des Zweiten Weltkriegs in Marseille zahlreichen Juden das Leben rettete und dafür 2005 zusammen mit anderen türkischen Diplomaten mit der Raoul Wallenberg Medal ausgezeichnet wurde.

## Beruflicher Werdegang
Nach seinem Wirtschaftsstudium begann Kent in den 1970er-Jahren in der Getränkeindustrie zu arbeiten. Erste Tätigkeiten für Coca-Cola übernahm er 1978 in Atlanta. Nachdem Kent Mitte der 1990er-Jahre wegen einer Insider-Trading-Affäre als inzwischen verantwortlicher Managing Director von Coca-Cola Amatil-Europe zurückgetreten war, übernahm er ab 1999 zeitweilig die Leitung der Efes-Brauerei, bedeutendster Anteilseigner des Coca-Cola-Konzerns in der Türkei. Im Mai 2005 stieß er wiederum zu Coca-Cola und wurde zum Präsidenten und Chief Operating Officer für den Bereich Nordasien, Eurasien und Mittlerer Osten berufen. Anfang 2006 übernahm Kent dann die Präsidentschaft von Coca-Cola International, mithin die Hauptzuständigkeit für alle Geschäftsvorgänge außerhalb Nordamerikas. Seit Dezember 2006 steht Kent an der Spitze des Konzerns. Am 1. Juli 2008 löste er Firmenchef Neville Isdell ab.